# Epidermodysplasia verruciformis
Epidermodysplasia verruciformis (EV, auch Lewandowsky-Lutz-Dysplasie oder Lutz-Lewandowsky Epidermodysplasia verruciformis) ist eine extrem seltene autosomal-rezessive Genodermatose (erbliche Hautkrankheit), die mit einem hohen Hautkrebs-Risiko verbunden ist. Dabei liegt eine ungewöhnlich hohe Suszeptibilität der Haut gegenüber humanen Papillomviren (HPV) vor. Die daraus resultierenden unkontrollierten HPV-Infektionen haben ein Wachstum von schuppigen Hautflecken und Papeln besonders an den Händen und Füßen zur Folge. Dabei sind es vor allem die HPV-Typen 5 und 8, die in etwa 80 % der Bevölkerung asymptomatisch („ohne Symptome“) vorliegen, aber es können auch andere HPV-Typen involviert sein.

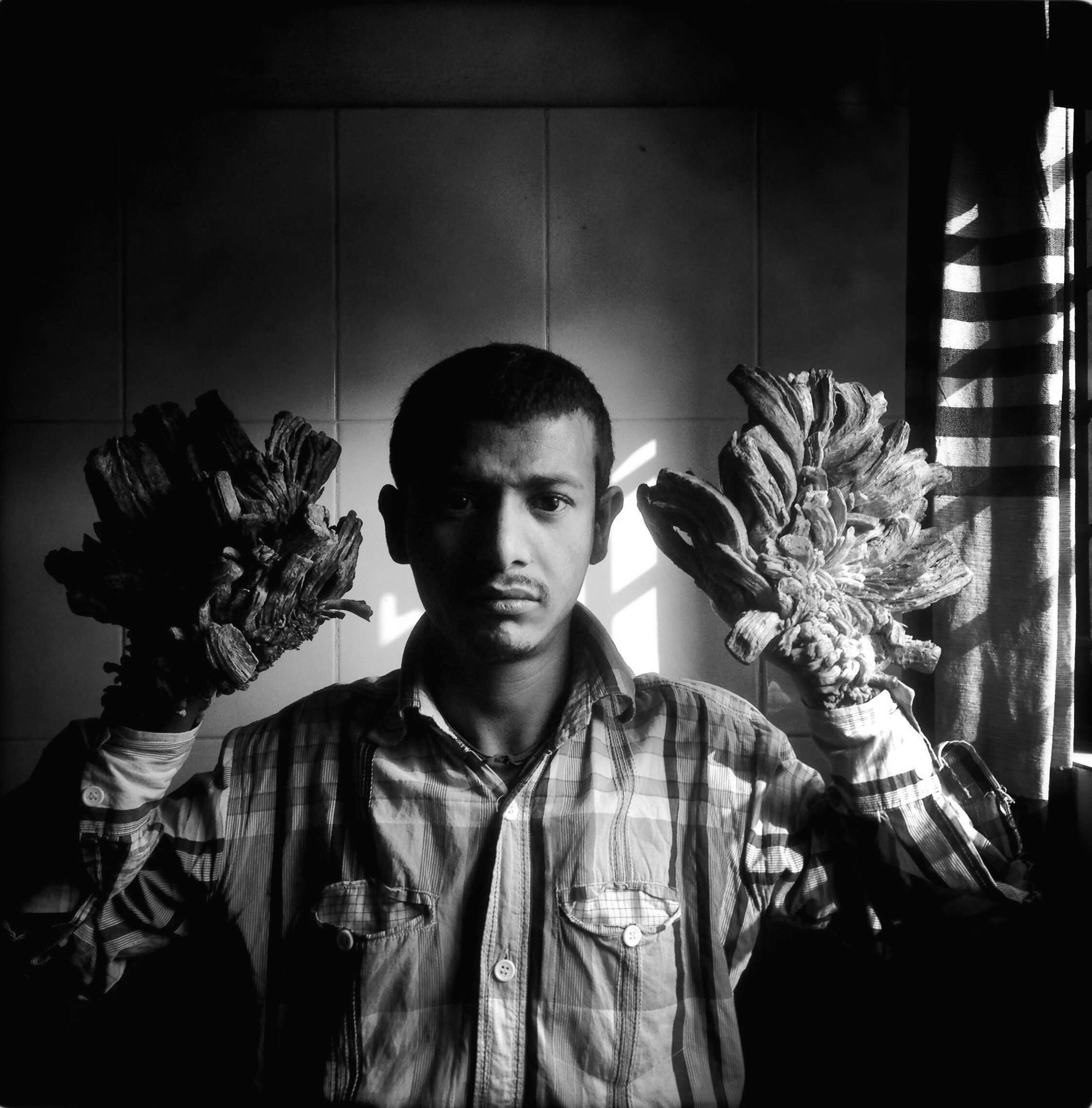
Abul Bajandar aus Bangladesch

Die Erkrankung tritt üblicherweise im Alter von 1 bis 20 Jahren auf, kann sich aber auch gelegentlich erst im mittleren Alter manifestieren. Ihren Namen hat sie von den beiden Ärzten, die sie zuerst beschrieben, Felix Lewandowsky und Wilhelm Lutz.
Für Untersuchungen über Papillomviren am Beispiel der EV erhielten Stefania Jabłońska und Gérard Orth 1985 den Robert-Koch-Preis.

## Genetische Ursache
Die Ursache der Krankheit ist eine Mutation, die entweder das Genprodukt von EVER1 (TMC6, d. h. Transmembrane channel-like protein 6) oder das von EVER2 (TMC8, d. h. Transmembrane channel-like protein 8) inaktiviert. Die beiden betreffenden Gene liegen nebeneinander auf Chromosom 17. Die genaue Funktion dieser Gene ist noch nicht völlig aufgeklärt, aber sie spielen eine Rolle bei der Regulation von Zink im Zellkern. Es konnte gezeigt werden, dass Zink ein notwendiger Kofaktor für viele virale Proteine ist und dass die biologische Aktivität der Transkriptionsprodukte von EVER1/EVER2 die Verfügbarkeit von Zink für Fremdproteine (d. h. virale Proteine) reduzieren und damit virales Wachstum und Ausbreitung der Viren verhindern können.

## Diagnose
In der klinischen Diagnostik äußert sich die Erkrankung durch Pityriasis-versicolor-ähnliche Flecken, flache warzige Papeln und durch Karzinome der Haut. Die Patienten zeigen flache, leicht schuppige, rot-braune Flecken im Gesicht, am Hals und Körper, oder warzenartige Läsionen wie bei Papillomen oder wie bei seborrhoischer Keratose und rosa-rote Papeln an den Händen, oberen und unteren Extremitäten und im Gesicht. Generell sind die Hautläsionen über den ganzen Körper verbreitet, aber es gibt einige Fälle mit nur wenigen Veränderungen, die auf eine Extremität beschränkt sind.
Die benigne (d. h. gutartige) Form der Epidermodysplasia verruciformis zeigt sich nur durch flächige, warzenartige Läsionen am Körper, während die maligne (d. h. bösartige) Form durch eine höhere Rate an polymorphen Hautveränderungen und die Entwicklung verschiedener Hautkrebsarten gekennzeichnet ist.

## Therapie
Eine langfristig erfolgreiche Therapie für Epidermodysplasia verruciformis gibt es derzeit noch nicht. Wichtig sind eine frühe Diagnose und neben medikamentöser Behandlung, dass der Patient lernt, mit seiner Krankheit umzugehen. In den meisten Fällen werden tumorale Läsionen operativ entfernt, um die Entstehung von Hautkrebs zu vermeiden.
Verschiedene Behandlungen wurden vorgeschlagen; die Gabe des keratolytischen Retinoids Acitretin (0,5 bis 1 mg/Tag über sechs Monate) ist derzeit die effektivste Behandlung. Auch Interferone – zusammen mit Retinoiden – sollen einen Behandlungserfolg liefern. Die Wirkung von Cimetidin ist umstritten: Es wurde berichtet, dass es wegen seiner Wirkung, mitogen-induziertes Lymphozyten-Wachstum zu unterdrücken, effektiv sei. Ein Bericht von Oliveira u. a. hingegen legt nahe, dass Cimetidin ohne Wirkung ist.
Hayashi u. a. erzielten positive Resultate bei einem Patienten durch oberflächige Anwendung von Calcipotriol.